# Iwan Goriemykin
Iwan Daniłowicz Goriemykin (ros. Иван Данилович Горемыкин; ur. 27 października?/8 listopada 1839 w Nowogrodzie Wielkim, zm. 24 grudnia 1917 w Soczi) – działacz państwowy rosyjski, dwukrotnie premier, 1895-1899 minister Spraw Wewnętrznych w okresie rządów Mikołaja II (1894-1917).
Urodził się w rodzinie obszarników ziemskich w guberni nowgorodzkiej. W latach 1895–1899 minister Spraw Wewnętrznych. Prowadził politykę „kontrreform”, i walki z ruchami społecznymi. Od 1899 członek Rady Państwa. W kwietniu 1906 wyznaczony na przewodniczącego Rady Ministrów. Walczył o niezachwianie władzy carskiej. Doprowadził do rozwiązania I Dumy. W lipcu 1906 usunięty ze stanowiska (zastąpił go Piotr Stołypin). Od 30 stycznia 1914 do 20 stycznia 1916 znowu przewodniczący Rady Ministrów po poparciu Rasputina. Był wrogo nastawiony do Dumy Państwowej i do tzw. Bloku Postępowego. Aresztowany po rewolucji lutowej i obaleniu caratu, wkrótce potem zwolniony z uwagi na wiek i stan zdrowia. Zamordowany w swojej daczy wraz z żoną, córką i zięciem podczas napadu rabunkowego po przewrocie bolszewickim.